# Gesta Romanorum
Gesta Romanorum (pol. Dzieje Rzymskie) – głośny zbiór przypowieści i moralitetów, dzieło anonimowego autora, przypuszczalnie angielskiego franciszkanina, powstałe około roku 1330 i przeznaczone dla kaznodziejów i posiadających pewną znajomość teologii zakonników.
Nazwa „dzieje rzymskie” wzięła się stąd, że każda niemal opowiastka rozpoczyna się formułką, że rzecz miała miejsce za życia tego czy innego cesarza rzymskiego, przy czym obok autentycznych imion cesarzy pojawiają się też zmyślone.

## Formuła
Zbiór obejmuje (w zależności od wydania) 200-300 opowiastek, które – obok pseudohistorycznej formuły wstępnej – kończą się komentarzem tłumaczącym ich sens, a zwanym wykładem obyczajnym (łac. moralisatio lub applicatio).
Opowieści są bardzo różnego pochodzenia. Różnią się też pod względem wartości artystycznej. Obejmują wiele utworów krążących po całej Europie doby średniowiecza, a wywodzących się zarówno z mitologii greckiej i rzymskiej, jak i bajek i humoresek, paraboli buddyjskich, a także utworów literackich, jak np. opowieść o królu Tyru Apoloniuszu – łacińska wersja zaginionego poematu greckiego, w którym pojawia się nawiązanie do motywu Lamii, kobiety-demona zesłanej na zgubę mężczyzny. Dzięki tej rozmaitości zbiór cieszył się ogromną popularnością, o czym świadczy liczba kopii rękopiśmiennych i tłumaczeń na języki nowożytne.

## Polski przekład
Pierwszy zachowany polski przekład ukazał się w Krakowie w roku 1540 pt. Historye rozmaite z rzymskich i innych dzieiów wybrane z wykładami ich obyczaynymi, ludzi ku rozmiłowaniu mądrości i też innych cnót przywodzące (według innego opracowania pierwsze wydanie nie zachowało się, zaś drugie, zachowane wydanie pochodzi z 1543). Znane są przedruki z lat 1545 i 1566 oraz niedatowane z XVII i XVIII wieku. Obok druków istniały też przekłady rękopiśmienne, np. w zbiorze Nargielewicza z drugiej połowy XVII wieku.
Krakowskie wydanie Sekielowicza z 1663 roku zostało przetłumaczone na język rosyjski jako Istorija iz rimskich diejanij w 1681 lub 1691 roku. Zachowało się 14 odpisów tego przekładu. Najobszerniejsza z przypowieści, pdt. Historia o Apollonie królu tyrskim i o Tarsjej królewnie została przetłumaczona na język rosyjski oddzielnie. Kolejny polski przekład drukiem z roku 1840 – zawierający zaledwie 40 wybranych opowiastek również przedostał się na ziemie ruskie, gdzie jako Rimskije diejanija cieszył się ogromnym wzięciem aż po rok 1917.